# Dottore

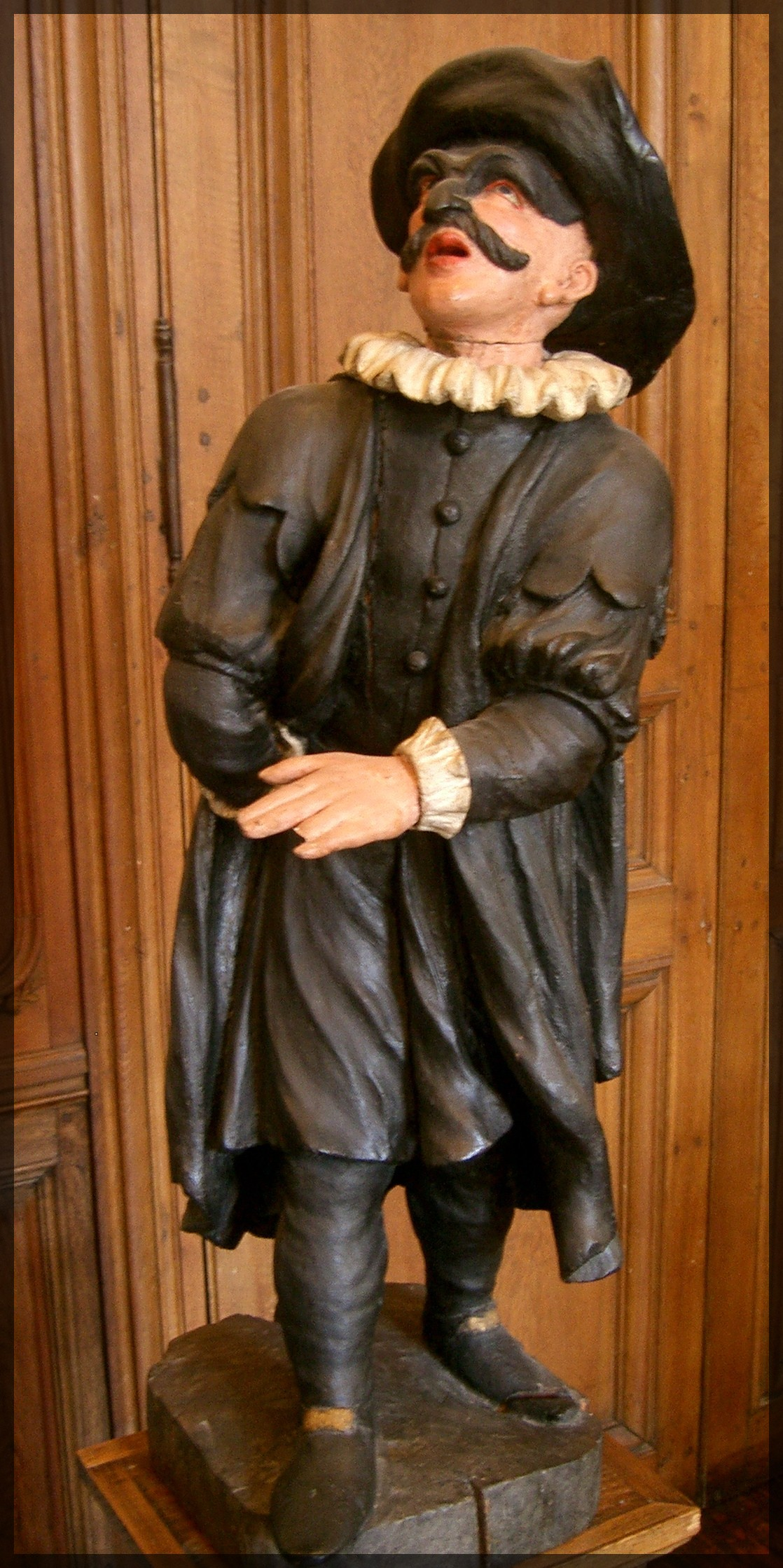
Dottore

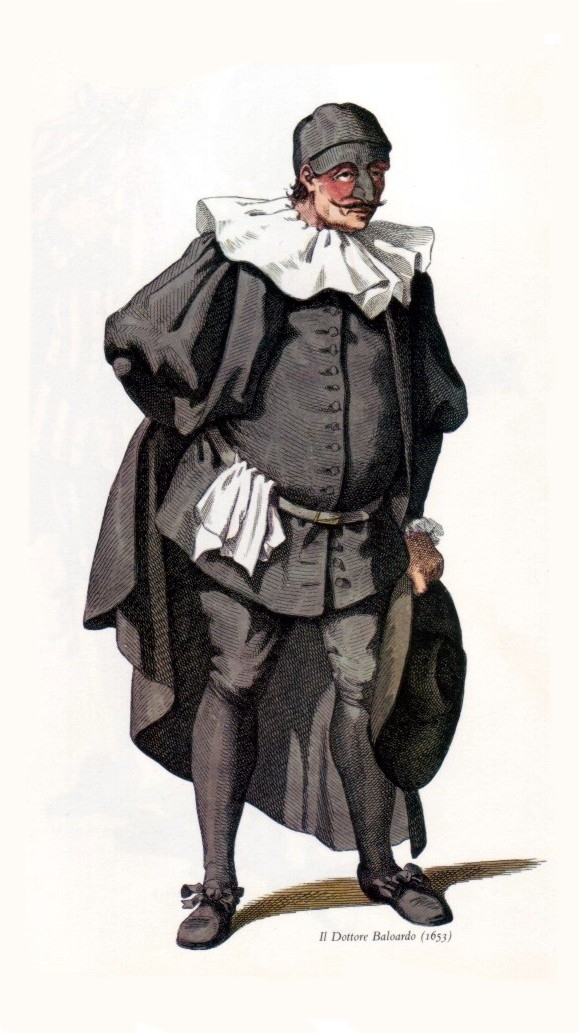
Dottore Balanzone.

Dottore – jedna z głównych postaci („masek komicznych”) commedia dell’arte. Nazywany także Balanzone.
Starzec ten jest towarzyszem Pantalone, pedantem starożytnej komedii i pojawia się w rozmaitych zabawnych sytuacjach jako filozof, uczony albo lekarz. Służy za cel pośmiewiska, wyśmiewany przez żonę lub kochankę, oszukiwany przez łajdackiego sługę w typie Arlekina. Jego kostium jest czarnym strojem profesorskim opadającym do kolan, z okrywającym go ciemnym płaszczem. Kapelusz jego, w przeciwieństwie do czapki Pantalone, jest czarny. Wizerunek ten uzupełnia czarna maska z czerwonymi policzkami i krótka bródka. Jego pedantyczna mądrość w kontraście z rzeczywistym brakiem rozsądku wywoływała w Renesansie salwę śmiechu.